# Украјина
Украјина (укр. Україна) је држава у источној Европи. Граничи се са Русијом на североистоку и истоку, Белорусијом на северу, Пољском, Словачком и Мађарском на западу, Румунијом и Молдавијом на југозападу, а на југу излази на Црно море и Азовско море. Територија модерне Украјине била је центар источнословенске културе, привредни центар пре монголске инвазије 1237. године. Касније се центар померио на Лавов, као државност. Кратки период независности (1917—1921) након Октобарске револуције 1917. године, окончан је укључивањем Украјине у Совјетски Савез 1922. (Украјинска ССР). Садашње границе Украјине успостављене су 1954. године, а независност је стекла након распада Совјетског Савеза, 1991. године.
Према попису из 2001. Украјина је имала приближно 48 и по милиона становника, док је према процени из јануара 2023. број становника пао на 36 милиона, са тенденцијом пада. Друге процене наводе да је број становника земље услед рата и миграција спао на 29 милиона становника, завршно са јуном 2023. године. Главни и највећи град је Кијев са 2.967.400 становника, у њему се налазе седиште институција Украјине и представља њен политички, административни, економски, универзитетски и културни центар. Украјина је суоснивач ОУН, ГУАМ-а, БСЕЦ-а и других међународних организација. Држава активно сарађује са Европском унијом.

## Порекло имена
Реч Украјина је словенског порекла и првобитно је значила оно што данас називамо крајем, земљом, простором, крајином. Дивље поље традиционално историјско и средњовековно име део територије Украјине.
Највероватније реч потиче од индоевропског корена *(с)креи- (одвајати, резати). Неки руски лингвисти сматрају да се реч може тумачити као „најудаљенији простор“, док други реч доводе у везу са „родним крајем“ или „властитом, својом земљом“.
Први пут име Украјина се спомиње 1187. године у Кијевском летопису, у коме аутор пише о смрти перејасловског кнеза. ("И плакаше за њим сви Перејаславци а због њега се и Украјина у црно обавије). Отада ће се назив често јављати и у другим летописима у којима ће реч углавном означавати пограничне земље које су биле супротстављене државном средишту у Кијеву. Од 10. века постоји Кијевска Русија, на тој територији. До средине 17. века господарили су њом Монголи, Литванија и Пољска. После успешне побуне козака Богдана Хмељницког део ушла је 1654. године у састав Московског царства. Део тога је освојио Пољско-литвански савез.
Средином 16. века назив Украјина се јавља и у страним изворима. Тако је у писму турског султана Сулејмана упућеном пољском краљу Жигмунду 1564. коришћен израз Украјина. Такође од 16. века па надаље, назив Украјина се користи искључиво у значењу земље или државе насељене Украјинцима.
Украјина се у аналима користи искључиво у значењу „земља, регион, земља“.

## Географија

### Положај
Украјина се на копну граничи са 7 европских држава с укупном дужином границе од 4.663 km: са Русијом (1.576 km), Белорусијом (891 km), Пољском (526 km), Словачком (97 km), Мађарском (103 km), Румунијом (531 km) и Молдавијом (939 km).

### Геологија и рељеф
Украјина се одликује разноврсним географским и климатским условима. Њен средишњи део заузимају степе испрекидане ниским висоравнима и сливовима река, нарочито низијом и висоравни реке Дњепар.
На северу Украјину од Белорусије деле мочваре реке Припјат. Јужни део обухвата обалну низину дуж Црног и Азовског мора, дужина износи 2.782 km. Источна Украјина састоји се од слева реке Доњец и западног руба Средњоруске узвисине. Најважније су обележје западне Украјине прекрасне планине Карпата с највишим врхом Говерља (2.061 m). Полуострво Крим на самом југу, који чини засебну географску јединицу, одликује се средоземном климом. У Кримским планинама највиши врх је Роман-Кош (1.545 m). Најважније реке су Дњепар и Дњестар које теку са севера према југу и утичу у Црно море.
Украјина са својом величином од 603.700 km и својим стратешким положајем на источном улазу у Европу, али и на улазу у само средиште Европе, представља политички и привредни изразито значајну државу. Обилује квалитетном земљом црницом која се простире на више од 58% пољопривредно обрадиве површине (величина целе Пољске). Шуме у Украјини заузимају 18% и углавном су карактеристичне за Карапте и северозападне крајеве земље. Украјина обилује изворима воде. Готово цела земља испрана је токовима мањих река које се уливају у седам главних река: Десна, Дњепар, Дњестар, Дунав, Припјат, Доњец и Јужни Буг.
У земљи се налазе довољни извори природних ресурса, посебно: гвоздена руда, манган, природни гас, нафта, со, сумпор, графит, титан, магнезијум, каолин, никл, жива, те дрво, нафта и други ресурси. Неки извори уопште нису у фази искоришћавања, а неки извори потребнијих природних ресурса попут природног гас и нафте тек су фази откривања, посебно они који се налазе уз обалу Црног мора.

### Воде
На територији Украјине постоји 63.119 река и потока укупне дужине веће од 206.000 km, од којих су 330.210 km или више. Већина река припада сливу Црног и Азовског мора, а само 2% територије воде се улива у Балтички слив (Сан и Западни Буг са притокама). Главне реке су Дњепар, Северски Доњец, Јужни Буг, Дњестар, Дунав.
У земљи постоји око 20 хиљада језера, од којих само 43 имају површину од 10 km² или више. Највеће језеро у Украјинском Полесју је Свитјаз, са површином од 27,5 km². Већу површину имају слана језера естуарног порекла, као су подунавски (Јалпуг — 149 km²), поцрноморски (вештачко десалинизовани Сасик (Кундук) — 204,8 km²), кримски (слано језеро Сасик-Сиваш — 71 km²). У Украјини је изграђено 1157 загате и 28,8 хиљада језерца. Највећи загати су на Дњепру (Кременчутска, Каховска, Кијевска, Каневска). Највећи естуар је Дњестарски лиман — 360 km². Најсланији је Кујалнички лиман — 157–227 ‰.

### Биодиверзитет
Украјина садржи шест копнених екорегиона: средњеевропске мешовите шуме, кримски субмедитерански шумски комплекс, источноевропске шумске степе, панонске мешовите шуме, карпатске планинске четинарске шуме и понтске степе. Земља има нешто више четинарске него листопадне шуме. Најгушће пошумљено подручје је Полисија на северозападу, са боровима, храстовима и брезама. Постоји 45.000 врста животиња, са приближно 385 угрожених врста које су наведене у Црвеној књизи Украјине. Мочваре од међународног значаја покривају преко 7.000 km2 (2.700 sq mi), при чему је делта Дунава важна за очување биодиверзитета.

### Клима
Клима у Украјини има претежно карактеристике континенталне климе, изузев полуострва Крим на ком је делимично карактеристична и медитеранска клима. Клима у Украјини је специфична по томе што температуре лети могу бити поприлично високе (и до 30 °C) за поднебље у којем се налази Украјина, а разлог томе је благи утицај топлије климе која на копно пристиже са Црног мора. С друге стране, зиме су понекад поприлично хладне (и до -30 °C), често хладније него у већини севернијих земаља Европе. Разлог томе су снажни североисточни ветрови (из смера Русије) који се зими пружају на равничарској Украјини, и тиме је хладноћа у Украјини понекад већа од оне коју приказује термометар. Температуре се у просеку крећу између -8 °C зими и 23 °C лети што Украјину чини релативно угодном дестинацијом за разноврсне активности, развој индустрије, пољопривреде, туризма и осталог. За разлику од својих севернијих суседа, Украјина у просеку са 2.000 сати годишње броји пуно већи број сунчаних дана. Житородна сунчана поља и теме везане за Сунце чести су симболи Украјине у источнословенском свету.

## Историја
Први човек је населио простор данашње Украјине пре готово 300.000 година. Трипољска култура (IV-III век п. н. е.; бронзано доба), сматра се једном од најстаријих култура чији су трагови распрострањени по целој данашњој југозападној Украјини. Култура се назива трипољском због насеља Трипоље где је 1890. године откривено и истражено налазиште. Трипољци су узгајали жито, израђивали глинено посуђе и сврдла којима су обрађивали дрво и камен. Трипољска култура се сматра врхунцем развоја неолитичких пољопривредних и сточарских племена на тлу Европе. Око 1500. п. н. е. на простору данашње Украјине појавила су се номадска племена. Једно од тих племена били су Кимеријци (IX-VIII век п. н. е.), о којима је остао траг и у писаним изворима. О славном племену није писао само Хомер у Одисеји, већ и познати антички аутори попут Херодота, Калимаха, Страбона. Кимеријци су заузели значајни простор између Дњестра и Дона а населили су и Кримско полуострво. Сматра се да су они потомци старог иранског номадског племена, генетски блиски Скитима, а управо је Скитима, иранском номадском племену из Средишње Азије, у VII веку п. н. е. успело потиснути Кимеријце из данашњих украјинских степа. Некако су у то исто време Грци почели са оснивањем првих колонија на северним обалама Црног мора. Скити су утемељили моћну државу и владали тим подручјем до око 200. п. н. е. док их одатле није протерало друго номадско племе — Сармати.
На размеђу II и III века нове ере кроз Украјину пролази пут германског племена Гота. Њих 375. године побеђује азијско племе Хуни. Они су убрзо након тога створили моћну државу која се простирала између Дона и Карпата. На њеном је челу био Атила (умро 451.), но након неколико пораза у сукобима са Римљанима и њиховим савезницима, држава губи моћ и распада се.
Прадомовина Словена нема општеприхваћену територију. Прве записе о Словенима сусрећемо код римских аутора (I-II век) Плинија Старијег, Тацита, Птолемеја, где се Словени називају Венедима или Венетима. Етноним тј. назив Словен се први пут сусреће код византских аутора. По неким изворима Словени су се већ у VI веку поделили на три велике групе: Венеди (Висла), Анти (Дњепар) и Словени или Склавини (Дунав). Већина историчара сматра сеобу племена Анта и Склавина почетком формирања одвојених словенских народа а самим тиме и украјинског народа. Последње велике сеобе народа на простору Украјине биле су оне Бугара и Мађара, али у то време већ је била устоличена једна од највећих и најмоћнијих европских држава свога доба — Кијевска Русија.

### Средњи век
Половином 14. века, након смрти Јурија II Болеслава, пољски краљ Казимир III је започео кампању (1340–1366) у освајање украјинске кнежевине Галиција-Волинија. У међувремену је после битке на реци Ирпењ језгро Кијевске Русије, укључујући град Кијев, постало део Великог литванског војводства, којим су владали Гедимин и његови наследници. Након Уније из Крева од 1386, династичке уније између Пољске и Литваније, највећим делом данашње северне Украјине су владали све више словенизовани литвански племићи као делом Великог литванског војводства и до 1392. галицијско-волињски ратови су окончани. Пољски колонизатори напуштених области северне и централне Украјине су основали или обновили многе градове. Подоље је 1340. уврштено под Круну пољског краљевства као Подољско војводство. У јужној Украјини, тј. Криму и околним степама, Џингис-канов потомак Хаџи I Герај је 1441. основао Кримски канат.

### Нови век
Придњепарска Украјина (Придњепарље, Кијевска Украјина) је историјска област, која се налази у данашњој средњој и југоисточној Украјини, простире се источно од Подоља и Волиња, између Буга и Ворскла, на басену реке Дњепар, а до 1783. године (друга подела Пољске) је била део Пољско-литванске државне заједнице.
Појам Украјина као заједничка именица је коришћен у средњем веку и означава пограничне делове географских области. До краја 16. века појам Украјина није имао званичан карактер и једноставно је означавао „пограничне“ приватне поседе, који су били под управом различитих држава.
Појам Украјина се први пут јавио у Кијевском љетопису, који описује догађаје из 12. века. Описујући смрт Владимира Глебовича, кнеза Перејаславског, аутор текста је написао, да је након његове смрти „ѡ нем же оукраина много постона“. После ових догађаја из 1189. године, Украјином се назива земља између Буга и Дњестра.
Као властита именица Украјина се први пут користи у Пољско-литванској државној заједници 1590. године на заседању Сејма у складу са пројектом Јана Замојског: Porządek ze strony Niżowców i Ukrainy. Тиме је поделио земљу на војводства: Кијевско и Брацлавско. У периоду између Пољановског мира (1634) и Вјечитог мира (1686) у састав територије која је назива Украјина налазило се и Черниговско војводство. На мапи из 1613. године коју је израдио Томаш Маковски у Амстердаму, област десне обале Дњепра означена је као Нижняя Волынь, которыя назвается Украиной или Низом. Исти аутор је 1651. године издао другу мапу на којој је Украјина означена на територији од Дњепра до Јужног Буга. На прелазу из 16. у 17. вијек назив „Украјина“ је означавао рубни ток средњег и доњег Дњепра.

### 19. век, Први светски рат и револуција
У 19. веку је Украјина била углавном рурално подручје на које су највећи утицај имале Русија и Аустрија. Порастом урбанизација и модернизације, појавио се културни тренд према романтичарском национализму међу Украјинском елитом.
Након преузимања Крима после Руско-турског рата 1768—1774, значајан број Немаца имигрирао је након што их је позвала Катарина Велика. Имиграција Немаца и других европских народа имао је за циљ слабљење турског утицаја у овим подручјима. Са друге стране, велики број људи са подручја данашње Украјине се одсељавао на друге подручје Руске империје, тако да је према попису из 1897. године, 223.000 Украјинаца живело у Сибиру и 102.000 у централној Азији. Између 1896. и 1906. године, изградњом Транссибирске железнице, 1,6 милиона људи са ових простора је мигрирао ка истоку.
Националистичке и социјалистичке партије су се развиле крајем 19. века. Аустријска Галиција, у којој су постојале одређене политичке слободе под утицајем Хабсбурговаца, постала је центар националистичког покрета.
Већина Украјинаца је ушла у Први светски рат на страни Савезника у саставу Русије, а мањи део на страни Централних сила, у саставу Аустроугарске. Око 3,5 милиона Украјинаца се борило у Руској царској армији и око 250.000 у аустроугарској војсци. Током рата, аустроугарске власти створиле су Украјинску легију која се борила против Руске царевине. Касније је ова легија претворена у Украјински Галицијску армију која се борила против бољшевика и Пољака у пост-ратном периоду (1919—23). Проруско становништво у Аустрији је током рата имало великих проблема. Око 5.000 становника Галиције који су подржавали Русију били су похапшени и пребачени у логоре по Аустроугарској.
Када је завршен Први светски рат, пропале су Руска и Аустроугарска царевина. Колапсом Руског царства 1917. године дошло је до стварања неколико посебних украјинских држава. Ово је водило у грађански рат и анархистички покрет познат као Црна гарда коју је предводио Нестор Махно развио је Јужну Украјину током рата.
Пољска је победила Западну Украјину у Пољско-Украјинском рату. Међутим, Пољаци су били поражени у рату са бољшевицима у офанзиви на Кијев. Према Миру у Риги, који су закључили Совјетски Савез и Пољска, у марту 1919. године, западна Украјина је припала Пољској. Пољаци су заузврат признала Украјинску Совјетску Социјалистичку Републику. Украјина је постала део Совјетског Савеза у децембру 1922. године. 

### Области под пољском и чехословачком влашћу
Рат у Украјини је настављен до 1921. године када је највећи део данашње Украјине преузео Совјетски Савез. Галиција и западна Волинија су се нашле су Пољској. Буковину је припојила Румунија, а Чехословачка је 1919. године припојила Русинску Крајину, која је организована као посебна аутономна област (1919—1938), под називом: Поткарпатска Русија (рсн. Підкарпатьска Русь, чеш. Podkarpatská Rus).
Због пољске националне политике у западној Украјини значајне илегалне украјинске националистичке организације деловале су у Пољској у међуратном периоду. Међу њима су се истицале Украјинска војна организација и Организација украјинских националиста. Покрет је постао милитантан. Приступали су ми студенти и они који су били на мети Пољске. Легалне Украјинске партије, Украјинска католичка црква, штампа и привредници су такође деловали у Пољској.

### Украјина у Совјетском Савезу
Грађански рат је донео совјетску власт у разорену Украјину. Погинуло је преко 1,5 милиона особа, а стотине хиљада су остале без крова над главом. Поред тога, Совјетска Украјина је морала да се суочи са глађу из 1921. године. Због исцрпљености Украјине, совјетска власт је била врло флексибилна током 1920-их. Тако је под окриљем политике украјинизације које је спроводило национално комунистичко руководство Миколе Скрипњика, совјетско руководство подстицало национални препород књижевности и уметности. Бољшевици су се посветили увођењу опште здравствене заштите, образовања и социјалне сигурности, као и права на рад и становање. Права жена су знатно повећана кроз нове законе осмишљене да искорене вишевековне неједнакости. Већина ових политика је нагло прекинута почетком 1940-их након што је Јосиф Стаљин учврстио моћ и постао de facto вођа комунистичке партије.

### Други светски рат
Након инвазије Пољске у септембру 1939. године, Немачка и СССР су поделиле територију Пољске. Тако су источна Галиција и Волинија са својим украјинским становништвом уједињене са остатком Украјине. Уједињење која је Украјина први пут искусила у својој историји је постао један од кључних догађаја у историји државе.
Румунија је 1940. уступила Бесарабију и северну Буковину као одговор на совјетске захтеве. Украјинској ССР су прикључени северни и јужни окрузи Бесарабије, северна Буковина и област Херца. Заузврат, из ње су издвојени западни делови Молдавске Аутономне Социјалистичке Републике новооснованој Молдавској Совјетској Социјалистичкој Републици. Сви ови територијални добици су међународно признати Париским мировним уговорима из 1947. године.
Немачке армије су напале Совјетски Савез 22. јуна 1941. године, започевши нови сурови рат. Силе Осовине су на почетку напредовале против очајничких, али и неуспешних напора Црвене армије. У бици за Кијев, граду је проглашен за града-хероја, пошто је отпор Црвене армије и локалног становништва био жесток. Више од 600.000 совјетских војника је убијено или одведено у заробљеничке логоре.
Иако се већина Украјинаца борила у редовима Црвене армије и совјетских партизана, неки припадници тајних украјинских националистичких организација су основали Украјинску побуњеничку армију, антисовјетску националистичку формацију у Галицији. С времена на време она је била у савезу са нацистима, и вршила је масакре над Пољацима, а после рата је наставила да се бори против Совјетског Савеза. Користећи герилску тактику, побуњеници су нападали и терорисали све за које су сматрали да на било који начин сарађују са совјетском државом. У исто време, Украјинска ослободилачка армија, још један националистички покрет, се борио уз нацисте. Укупно, број Украјинаца који су се борили у редовима Црвене армије се процењује на од 4,5 милиона до 7 милиона. Просовјетски партизани су бројали око 47.800 бораца на почетку окупације до 500.000 на врхунцу 1944. године, од тога око половине су били Украјинци. Бројке бораца Украјинске побуњеничке армије нису поуздане и крећу се од 15.000 до 100.000 бораца.
Највећи део Украјинске ССР је био организован у Рајхскомесаријат Украјина, са циљем искоришћавања њених природних богатстава и за евентуално насељавање Немаца. У почетку су неки западни Украјинци, који су постали житељи Совјетског Савеза тек 1939. године, дочекивали Немце као ослободиоце. Међутим, окрутна немачка управа их је брзо окренула против њих. Нацистички управници освојених совјетских територија нису се трудили да искористе незадовољство Украјинаца Стаљиновом влашћу. Уместо тога, нацисти су очували систем колективних фарми, систематски вршили геноцид над Јеврејима, депортовали људе на принудни рад у Немачкој и започели систематско расељавање Украјине и Пољске да би их припремили за немачку колонизацију. Блокирали су и превоз хране Дњепром.
Укупни губици нанети становништву Украјине у Другом светском рату се процењује на између пет и осам милиона људи, укључујући и процењених милион и по Јевреја које су убиле ајнзацгрупе, понекад уз помоћ локалних сарадника. Од процењених 8,7 милиона совјетских војника који су пали у борби против нациста, око 1,4 милиона су били етнички Украјинци. Дан победе се слави као један од десет украјинских националних празника.

### Послератна Украјина
Украјинска ССР је било тешко разорена ратом и захтевала је значајне напоре за опоравак. Уништено је више од 700 градова и вароши и 28.000 села. Стање је погоршала глад из 1946-47, коју је изазвала суша и ратно разарање инфраструктуре. Број жртава ове глади варира, а најниже процене су неколико десетина хиљада.
Украјинска ССР је 1945. била једна од оснивача Уједињених нација. Послератна етничка чишћења су се догодила у проширеном Совјетском Савезу. До 1. јануара 1953. године, Украјинци су чинили 20% укупног броја специјално депортованих особа. По броју депортованих премашили су их једино Руси. Поред тога, око 450.000 Немаца из Украјине и 200.000 Кримских Татара су били предмет принудних депортација.
Након смрти Јосифа Стаљина, 1953. године, Никита Хрушчов је постао нови вођа Совјетског Савеза. Пошто је између 1938. и 1949. године био први секретар Комунистичке партије Украјинске ССР, Хрушчов је био упознат са стањем у Републици. По преузимању највише власти, почео је да наглашава пријатељство Украјинаца и Руса. Године 1954. је широко обележавана 300. годишњица Перејаславског споразума. Крим је 1954. године бирократском одлуком издвојен из Руске СФСР и припојен Украјинској ССР.
До. 1950. године Украјинска ССР је потпуно премашила предратне нивое индустријске производње. Током петогодишњег плана од 1946-1950. скоро хy% совјетског буџета је инвестирано у Украјину, што је било повећање од 5% од предратних планова. Као последица тога, број украјинске радне снаге се повећао 33,2% од 1940. до 1955. док је индустријска производња порасла 2,2 пута у истом периоду.
Совјетска Украјина је убрзо постала европски лидер у индустријској производњи, и важан центар совјетске наменске индустрије и високотехнолошких истраживања. Таква важна улога је за последицу имала велики утицај локалне елите. Многи чланови совјетског руководства су долазили из Украјине, а од њих је најпознатији Леонид Брежњев. Он је касније истиснуо Хрушчова и постао је нови совјетски вођа од 1964. до 1982. године. Многи познати совјетски спортисти, научници и уметници су долазили из Украјине.
Дана 26. априла 1986. године реактор бр. 4 у нуклеарној електрани Чернобиљ је експлодирао и изазвао Чернобиљску катастрофу, највећу несрећу на нуклеарним реакторима у историји. У време несреће, 7 милиона људи је живело у контаминираним областима, а од тога 2,2 милиона у Украјини. После несреће, нови град Славутич је саграђен изван евакуисане зоне да у њему живе радници електране, која је повучена из употребе 2000. године. Извештај из 2008. године који су сачиниле Међународна агенција за нуклеарну енергију и Светска здравствена организација је приписао несрећи 56 директних смртних случајева и процењено је да је она изазвала 4.000 више смрти због рака.

### Независна Украјина
Нова украјинска Врховна рада је 16. јула 1990. усвојио Декларацију о независности Украјине, месец дана пошто је сличну декларацију усвојио и Врховни совјет Руске СФСР. Декларација је нагласила право на самоопредељење украјинског народа и преимућство украјинских закона над совјетским законима на територији Украјинске ССР. Овим је почео период сукоба између централне власти и република Совјетског Савеза. У августу 1991. конзервативна струја међу комунистичким вођама Совјетског Савеза је покушала да изведе држани удар, смени Михаила Горбачова и врати Комунистичку партију на власт. Након неуспеха државног удара, украјински парламент је усвојио Закон о независности, којом је парламент прогласио Украјину за независну државу.
Референдум и први председнички избори одржани су 1. децембра 1991. године. Тог дана је више од 90% бирачког тела изразило подршку Закону о независности и изабрали дотадашњег председника Врховне раде Леонида Кравчука за првог председника државе. На састанку у Бресту у Белорусији 8. децембра, који је пратио састанак у Алма Ати, лидери Белорусије, Русије и Украјине Станислав Шушкевич, Борис Јељцин и Леонид Кравчук су званично распустили Совјетски Савез и основали Заједницу независних држава.
Између 1992. и 1995. године, Крим је био самопроглашена полунезависна република, која се противила централним властима Украјине. У марту 1994. Украјина је због властите и међународне безбедности донела одлуку да сама до 1996. постане не-нуклеарна сила, што је уједно био подстицај свим осталим бившим совјетским републикама (изузев Русије) да се одрекну нуклеарног наоружања. Украјина је заузврат добила међународне гаранције Русије, САД и осталих нуклеарних сила о поштовању њеног суверенитета и територијалног интегритета. Меморандумом из Будимпеште, који су 1994. потписали Бил Клинтон, Џон Мејџор, Борис Јељцин и Леонид Кучма све стране су се обавезале да ће штитити постојеће украјинске границе. Након тога, власти Крима су приморане да прихвате статус аутономне републике у Украјини. Споразумом Русије и Украјине из 1997. Украјина је пристала да изнајмљује Русији војну луку у Севастопољу за потребе Руске црноморске флоте.
Иако идеја о независној украјинској држави није претходно постојала у умовима креатора међународне политике, Украјина је на почетку сматрана републиком са повољним економским условима у поређењу са другин регионима другим бившим совјетским републикама. Међутим, држава је доживела дубљи економски пад у односу на неке друге бивше совјетске републике. Током рецесије између 1991. и 1990. године, Украјина је изгубила 60% свог БДП-а, и доживела петоцифрену инфлацију. Разочарани економским условима, као и тежином кризе и корупцијом, Украјинци су често организовали протесте и штрајкове.
Украјинска привреда се стабилизовала крајем 1990-их. Нова валута, гривна, је уведена 1996. године. Од 2000. године држава је доживела постепени реални економски раст, у просеку око 7% годишње. Нови устав Украјине је усвојен 1996. за време другог председника Леонида Кучме. којим је Украјина претворена у полупредседничку републику и уведен стабилан политички систем. Међутим, Кучма је критикован за корупцију, изборну превару, ограничавање слободе говора и концентрисање превише моћи у свом кабинету.

### Наранџаста револуција
Наранџаста револуција је назив за низ протеста и политичких догађаја који су се одвијали у Украјини крајем 2004. и 2005. године непосредно након другог круга председничких избора на којима је званично победио тадашњи премијер Виктор Јанукович. Његов противкандидат Виктор Јушченко је те резултате оспорио, тврдећи да су последица изборне преваре, а његове присталице започеле серију уличних демонстрација у Кијеву. Његове захтеве је прихватио Врховни суд Украјине наредивши понављање избора, а на којима је победио Јушченко.
Наранџаста револуција се сматрала једном од обојених револуција, а с обзиром да је Јушченко био заговорник уласка Украјине у НАТО и недвосмислено прозападне оријентације Украјине, њен резултат се сматрао великом победом САД и ЕУ, односно поразом Путинове Русије која је подржавала Јануковича. Након пет година председниковања Виктор Јушченко је напустио власт, остваривши 2010. године историјски најгори изборни резултат за било којег председника који се налазио на власти.

### Еуромајдан и Кримска криза
Кримска криза је међународна криза у којој су биле укључене Русија и Украјина. Већина догађаја је везана за полуострво Крим, некада вишенационални регион Украјине који су чинили (сада распуштени) Аутономна Република Крим и административно засебан град Севастопољ. Обе области насељава руска већина и мањински Украјинци и Кримски Татари.
Криза је почела крајем фебруара 2014. као одговор на Украјинску револуцију, када је након више месеци протеста на Тргу независности и неколико дана насилних сукоба демонтраната и полиције у главном граду Украјине Кијеву, Врховна рада Украјине одлучила да смени председника Украјине Виктора Јануковича. Гласањем није добијена већина од три четвртине посланика потребних за смену председник према Уставу Украјине. Руски председник Владимир Путин сматра да је Јанукович незаконито смњене и да га он сматра легитимним председником Украјине. После смењивања Јануковича именована је прелазна влада на челу са Арсенијем Јацењуком и нови вршилац дужности председника Украјине, Олександр Турчинов, које Русија сматра „самопроглашеним“ у „државном удару“.
Као последицу немира у Украјини почетком 2014. године и свргавања про-руских украјинских власти, кримски парламент је за 30. март 2014. расписао референдум о будућем статусу Крима. Посланици су изгласали да се распусти тренутна регионална влада, која је подржала нове привремене власти у Кијеву, и да се на референдуму одлучује о томе да ли да Крим остане аутономна република у Украјини или да буде независна држава или део Русије.
 Већинско руско становништво Крима се углавном противи новим про-западним властима Украјине, док је део грађана украјинског и кримскотатарског порекла на страни нових власти.
Конфликт је остао у некој врсти замрзнутог стања до раних сати 24. фебруара 2022. године, када је Русија отпочела инвазијом на Украјину. Руске трупе контролишу око 20% међународно признате територије Украјине.
Војни сукоб са Русијом померио је политику владе према Западу. Убрзо након што је Јанукович побегао из Украјине, та земља је у јуну 2014. потписала споразум о придруживању ЕУ, а њеним је три године касније обезбеђен безвизни режим. У јануару 2019. године, Православна црква Украјине је призната као независна од Москве, чиме је поништена одлука цариградског патријарха из 1686. године и нанета је даљи ударац утицају Москве у Украјини. Коначно, усред рата са Русијом, Украјина је 23. јуна 2022. добила статус кандидата за чланство у Европској унији. Широка антикорупцијска акција почела је почетком 2023. године оставкама неколико заменика министара и регионалних шефова током реконструкције владе.

## Административна подела
Украјина је подељена на 24 административне јединице које се називају областима, једну аутономну републику и два града са посебним статусом. Области се деле на мање јединице које се називају рајонима.
Већина украјинских се области назива према обласном средишту (нпр. Лавовска област). Уз то, још се традиционално на корен речи обласног средишта додаје суфикс –шчин- и на тај начин су настали традиционални називи попут Одешчина, Кијевшчина.
Једино се Волињска и Закарпатска област са средиштима у Луцку и Ужгороду не придржавају тог корена. Кијев као главни град је административно засебна јединица која је уједно и средиште истоимене области. Уз њега, још је Севастопољ град са посебним статусом. Обласно средиште је најчешће највећи и најразвијенији град у регији.

### Аутономна Република Крим
Аутономна Република Крим (укр. Автономна Республіка Крим, рус. Автономная Республика Крым), некада под именом Кримска област Украјинске ССР, географски је смештена на кримском полуострву на југу Украјине. Главни град АР Крим је Симферопољ.
Дана 11. марта 2014. године Кримски парламент је усвојио декларацију о независности Републике Крим, да би 18. марта 2014. Република Крим ушла у састав Руске Федерације, на основу споразума који су потписали руски председник Владимир Путин и кримски лидери. Град Севастопољ је истог дана такође постао део Руске федерације, као град са федералним статусом. Украјинске власти сматрају Крим својом територијом.

### Попис украјинских области
| Област                  | украјински | Традиционални назив | Средиште           |
| ----------------------- | ---------- | ------------------- | ------------------ |
| Виничка област          |            |                     | Виница ()          |
| Волинска област         |            |                     | Луцк ()            |
| Дњепропетровска област  |            |                     | Дњепар ()          |
| Доњецка област          |            |                     | Доњецк ()          |
| Житомирска област       |            |                     | Житомир ()         |
| Закарпатска област      |            |                     | Ужгород ()         |
| Запорошка област        |            |                     | Запорожје ()       |
| Ивано-Франковска област |            |                     | Ивано-Франковск () |
| Кијевска област         |            |                     | Кијев ()           |
| Кировоградска област    |            |                     | Кропивницки ()     |
| Луганска област         |            |                     | Луганск ()         |
| Лавовска област         |            |                     | Лавов ()           |
| Николајевска област     |            |                     | Николајев ()       |
| Одеска област           |            |                     | Одеса ()           |
| Полтавска област        |            |                     | Полтава ()         |
| Ровењска област         |            |                     | Ровно ()           |
| Сумска област           |            |                     | Суми ()            |
| Тернопољска област      |            |                     | Тернопољ ()        |
| Харковска област        |            |                     | Харков ()          |
| Херсонска област        |            |                     | Херсон ()          |
| Хмељничка област        |            |                     | Хмељницкиј ()      |
| Черкашка област         |            |                     | Черкаси ()         |
| Черновачка област       |            |                     | Черновци ()        |
| Черниговска област      |            |                     | Чернигов ()        |

## Политика
Украјина је република под полупредседничким системом са одвојеним законодавним, извршним и судским властима.

### Устав
Устав Украјине је усвојен и ратификован на 5. седници Врховне Раде, парламента Украјине, 28. јуна 1996. године. Устав је усвојен са 315 од 450 могућих гласова (минимално 300 за). Сви други закони и други нормативни правни акти Украјине морају бити у складу са уставом. Право на промену устава по посебном законодавном поступку има искључиво парламент. Једино тело које може тумачити устав и утврдити да ли је законодавство у складу са њим је Уставни суд Украјине. Од 1996. године државни празник Дан Устава обележава се 28. јуна. Дана 7. фебруара 2019. године, Врховна рада је изгласала измену устава како би се навели стратешки циљеви Украјине: придруживање Европској унији и НАТО-у.

### Влада
Председник се бира народним гласањем и мандат му траје пет година. ОН је формални је шеф државе. Украјинска законодавна власт укључује једнодомни парламент од 450 места, Врховну Раду. Парламент је првенствено одговоран за формирање извршне власти и Кабинета министара на чијем је челу премијер. Председник задржава овлашћење да именује министре спољних послова и одбране на усвајање у парламенту, као и овлашћење да именује генералног тужиоца и шефа Службе безбедности.
Уставни суд може да укине законе, акте парламента и кабинета, председничке уредбе и акте кримског парламента ако се утврди да крше устав. Остали нормативни акти су предмет судске ревизије. Врховни суд је главни орган у систему судова опште надлежности. Локална самоуправа је званично загарантована. Локална већа и градоначелници се бирају на народном нивоу и врше контролу над локалним буџетима. Начелнике подручних и окружних управа именује председник на предлог председника Владе.

### Судство и  спровођење закона
Војно стање је проглашено када је Русија извршила инвазију у фебруару 2022, и траје и данас.
Судови званично уживају правну, финансијску и уставну слободу коју гарантује украјински закон од 2002. године. Судије су углавном добро заштићене од разрешења (осим за грубо недолично понашање). Судије се именују председничким декретом на почетни период од пет година, након чега Врховни савет Украјине потврђује њихове позиције доживотно. Иако и даље постоје проблеми, сматра се да је правни систем значајно побољшан од независности Украјине 1991. године. Врховни суд се сматра независним и непристрасним телом и у неколико наврата је доносио пресуде против украјинске владе. The World Justice Project сврстава Украјину на 66. место од 99 земаља обухваћених истраживањем у свом годишњем Индексу владавине права.
Тужиоци у Украјини имају већа овлашћења него у већини европских земаља, а према Венецијанског комисији „улога и функције тужилаштва нису у складу са стандардима Савета Европе“. Стопа осуђујућих пресуда у Украјини је преко 99%, једнака стопи осуђујућих пресуда у Совјетском Савезу, при чему су осумњичени често били у затвору на дуже, пре суђења.
Председник Јанукович је 24. марта 2010. формирао експертску групу да да препоруке о томе како да се „почисти тренутни неред и усвоји закон о организацији судова“. Дан касније је изјавио „Не можемо више да срамотимо нашу земљу таквим судским системом“. Кривично-правни систем и затворски систем Украјине остају прилично казнени.
Од 2010. године судски поступци могу се водити на руском језику уз обострану сагласност страна. Грађани који не говоре украјински или руски могу користити свој матерњи језик или услуге преводиоца. Раније су сви судски поступци морали да се воде на украјинском језику.
Органи за спровођење закона су под контролом Министарства унутрашњих послова . Састоје се првенствено од националних полицијских снага и разних специјализованих јединица и агенција као што су Државна гранична стража и Службе обалске страже. Агенције за спровођење закона, посебно полиција, суочиле су се са критикама због свог тешког руковања наранџастом револуцијом 2004. године. Много хиљада полицајаца било је стационирано широм главног града, првенствено да одврате демонстранте али и да обезбеде снаге за брзо реаговање у случају потребе; већина официра је била наоружана.

### Спољни односи
Од 1999. до 2001. године Украјина је била нестална чланица Савета безбедности УН. Историјски гледано, Совјетска Украјина се придружила Уједињеним нацијама 1945. као једна од првобитних чланица након компромиса Запада са Совјетским Савезом. Украјина је доследно подржавала мирно решавање спорова путем преговора. Учествовао је у четвоространим преговорима о сукобу у Молдавији и промовисао мирно решење сукоба у постсовјетској држави Грузији. Украјина је такође дала допринос мировним операцијама УН од 1992.
Украјина данас сматра евроатлантске интеграције својим примарним спољнополитичким циљем, али је у пракси увек балансирала свој однос са Европском унијом и Сједињеним Државама са јаким везама са Русијом. Споразум Европске уније о партнерству и сарадњи (ПЦА) са Украјином ступио је на снагу 1998. године. Европска унија (ЕУ) је охрабрила Украјину да у потпуности примени ПЦА пре него што почну разговори о споразуму о придруживању, објављеном на самиту ЕУ у децембру 1999. у Хелсинкију, признаје дугорочне аспирације Украјине, али не разматра могућност придруживања ЕУ.
Украјина се 1992. године придружила тадашњој Конференцији за европску безбедност и сарадњу (сада Организација за европску безбедност и сарадњу (ОЕБС)), а такође је постала чланица Северноатлантског савета за сарадњу. Односи Украјине и НАТО-а су блиски и званичници Украјине су изјавилу да је заинтересована за евентуално чланство.
Украјина је најактивнија чланица Партнерства за мир (ПфП). Све главне политичке партије у Украјини подржавају потпуну евентуалну интеграцију у Европску унију. Споразум о придруживању између Украјине и Европске уније потписан је 2014. године.
Украјина је дуго имала блиске везе са свим својим суседима, али су се односи Русије и Украјине брзо погоршали 2014. због анексије Крима, енергетске зависности и спорова око плаћања.
Дубока и свеобухватна зона слободне трговине (ДЦФТА), која је ступила на снагу у јануару 2016. након ратификације Споразума о придруживању Украјине и Европске уније, формално интегрише Украјину у Европско јединствено тржиште и Европски економски простор. Украјина добија даљу подршку и помоћ за своје аспирације за приступање ЕУ од Међународног Вишеградског фонда Вишеградске групе који се састоји од централноевропских чланица ЕУ Чешке, Пољске, Мађарске и Словачке.
Године 2020. у Лублину, Литванија, Пољска и Украјина су креирале иницијативу Лублински троугао, која има за циљ стварање даље сарадње између три земље чије су територије некада биле део Заједнице Пољске и Литваније. Један од циљева троугла су и даље интеграције и придруживања Украјине ЕУ и НАТО-у.
Од 2021. Украјина се спремала да званично поднесе захтев за чланство у ЕУ 2024. године, како би се придружила Европској унији 2030-их, међутим, руском инвазијом на Украјину 2022. године, украјински председник Володимир Зеленски је затражио да та земља буде одмах примљена у ЕУ. Статус кандидата је додељен 23. јуна 2022.
Последњих година Украјина је драматично ојачала своје везе са САД.

### Војска
Након распада Совјетског Савеза, Украјина је наследила војну силу сачињену од 780.000 људи на својој територији, опремљену трећим по величини арсеналом нуклеарног оружја на свету. Украјина је 1992. године потписала Лисабонски протокол у којем се земља сложила да преда сво нуклеарно оружје Русији на располагање и да се придружи Уговору о неширењу нуклеарног оружја као држава која нема нуклеарно оружје. До 1996. године Украјина је постала земља без нуклеарног оружја.
Украјина је предузела доследне кораке ка смањењу конвенционалног наоружања. Потписао је Уговор о конвенционалним оружаним снагама у Европи, који је тражио смањење тенкова, артиљерије и оклопних возила (војске су смањене на 300.000). Земља је планирала да садашњу војску засновану на регрутима претвори у професионалну добровољачку војску. Тренутна украјинска војска се састоји од 196.600 чланова из редовног састава и око 900.000 резервиста.
Украјинска фрегата Хетман Сагаидачни придружила се 2014. године операцији Европске уније за борбу против пиратерије Аталанта и била је два месеца у саставу Поморских снага ЕУ код обала Сомалије. Украјинске трупе су распоређене на територији Косова у саставу Украјинско-пољског батаљона. У периоду 2003–05, украјинска јединица је била распоређена као део мултинационалних снага у Ираку под пољском командом.
Војне јединице других држава редовно су учествовале у мултинационалним војним вежбама са украјинским снагама у Украјини, укључујући и америчке војне снаге.
Након стицања независности, Украјина се прогласила неутралном државом. Земља је имала ограничено војно партнерство са Руском Федерацијом и другим земљама CIS и има партнерство са НАТО-ом од 1994. године. Током 2000-их, влада је била нагињала НАТО-у, а дубља сарадња са НАТО постављена је Акционим планом НАТО-Украјина потписаним 2002. године. Касније је договорено да се на питање уласка у НАТО у неком тренутку у будућности одговори националним референдумом. Свргнути председник Виктор Јанукович сматрао је тадашњи ниво сарадње између Украјине и НАТО-а оптималним и био је против уласка Украјине у НАТО. Током самита у Букурешту 2008. године, НАТО је изјавио да ће Украјина на крају постати чланица НАТО-а када испуни критеријуме за приступање.
У оквиру модернизације војних снага након почетка руско-украјинског рата 2014. године, млађим официрима је дозвољено да преузму више иницијативе и успостављене су снаге територијалне одбране састављене од добровољаца. Разно одбрамбено оружје, укључујући дронове, су многе земље испоручиле Украјини, али не и борбене авионе. Током првих неколико недеља руске инвазије 2022. војсци је било тешко да се брани од гранатирања, пројектила и бомбардовања високог нивоа; али лака пешадија је ефикасно користила оружје постављено на рамену за уништавање тенкова, оклопних возила и нисколетећих авиона.

## Становништво
Етнички Украјинци сачињавају око 77,8% свеукупног становништва Украјине. Од националних мањина најбројнији су Руси 17,3% иза којих следе Русини (Закарпатска област) око 0,9%. Важно је напоменути да службена украјинска власт не признаје Русине као посебан народ, већ као део украјинског етноса, а њихов русински језик, украјинским дијалектом. У Хрватској и Србији (на простору АП Војводина), Русини су признати као национална мањина.
Од осталих мањина присутни су Румуни и Молдавци (0,8%), Белоруси (0,6%), Кримски Татари (0,5%), Бугари (0,4%), Мађари, Пољаци (0,4%), Јевреји (0,3%) и Роми.
Крајем 2010-их 1,4 милиона Украјинаца је било интерно расељено због рата у Донбасу, а почетком 2022. преко 4,1 милиона је побегло из земље након руске инвазије.

### Језик
Током већег дела совјетске ере, број говорника украјинског опадао је из генерације у генерацију, а до средине 1980-их, употреба украјинског језика у јавном животу значајно је опала. Након стицања независности, влада Украјине је почела да обнавља употребу украјинског језика у школама и влади кроз политику украјинизације. Данас је већина страних филмова и ТВ програма, укључујући и руске, титлована или синхронизована се на украјински. Украјински закон о образовању из 2017. забрањује основно образовање у државним школама од петог разреда и више на било којем језику осим на украјинском.
Службени језик у Украјини је украјински, иако је знање руског језика веома важно како на културном тако и на економском плану. Украјински говори око 55% док руски око 45% становништва (око 67,5% становника сматра украјински својим матерњим језиком, док руски сматра 29,6% становника, према попису из 2001). Књижевни украјински се говори у западној Украјини, највише у Лавову. Руски превладава у средишњој Украјини и у великим градовима (Кијев, Одеса, Севастопољ), док је суржик (мешавина украјинског и руског, карактеристичан по кориштењу украјинске граматике и фонетике и руског речника) распрострањен по руралним подручјима и мањим градовима. Источна Украјина је под снажним руским утицајем и тамо са високим постотком превладава руски језик. На Криму, украјински језик је скоро одсутан, упркос покушајима његовог увођења као једино допуштеног језика у администрацији, медијима и рекламирању.
Број ученика који се школују на руском језику знатно је пао у последњих 10 година (са 41% на 24%). Ипак, многе украјинске градске школе су -de facto}- рускојезичне, посебно на истоку и југу земље. Руски језик и даље остаје језиком међународног споразумевања за велик број Украјинаца и језик који је разумљив широм Украјине.
Након усвајања закона о мањинским језицима 2012. руски језик је имао статус званичног у Дњепропетровској, Доњецкој, Запорошкој, Луганској, Миколајивској, Одеској, Харковској, Херсонској области, Севастопољу и АР Крим. Осим тога у Закарпатској области мађарски језик је имао званичан статус у месту и рејону Берегово, у рејону Виноградов и у месту Шаланки, а румунски језик у месту Била Церква. У Чернивачкој области у месту Тарасовци званичан је био молдавски језик а у месту Нижњи Петровци румунски језик. Након револуције 2014. закон о мањинским језицима је укинут чиме су они изгубили званични статус.

### Религија
Украјина има другу највећу православну популацију на свету, после Русије. Истраживање из 2021. које је спровео Кијевски међународни институт за социологију (КИИС) показало је да се 82% Украјинаца изјаснило да су религиозни, док су 7% били атеисти, а додатних 11% је изјавило да им је тешко да одговоре на питање. Ниво религиозности у Украјини највиши у западној Украјини (91%), а најнижи у Донбасу (57%) и источној Украјини (56%).
Године 2019. 82% Украјинаца су били хришћани; од којих се 72,7% изјаснило као православци, 8,8% гркокатолици, 2,3% протестанти и 0,9% католици латинског обреда . Остали хришћани су чинили 2,3%. Јудаизам, ислам и хиндуизам су биле религије по 0,2% становништва. Према студији КИИС-а, отприлике 58,3% украјинског православног становништва били су припадници Православне цркве Украјине, а 25,4% су били припадници Украјинске православне цркве (Московска патријаршија).
Према истраживању Центра Разумков из 2018, 9,4% Украјинаца били су гркокатолици, а 0,8% католици латинског обреда. Протестанти су заједница која расте у Украјини, која је 2016. чинила 1,9% становништва, али је 2018. године порасла на 2,2% становништва.

### Регионалне разлике
Украјински језик је доминантан језик у западној Украјини и централној Украјини, док је руски језик доминантан у градовима источне Украјине и јужне Украјине. У школама Украјинске ССР учење руског је било обавезно; у модерној Украјини, школе са украјинским језиком наставе нуде наставу на руском и на језицима других мањина.
Мишљења о руском језику, Совјетском Савезу и украјинском национализму, у источној Украјини и јужној Украјини имају тенденцију да буде потпуно супротна од оних у западној Украјини; док су мишљења у централној Украјини о овим темама обично мање екстремна.
Слични историјска мимоилажења такође остају евидентни на нивоу индивидуалне друштвене идентификације. Ставови према најважнијем политичком питању, односима са Русијом, снажно су се разликовали између Лавова, који се више поистовећује са украјинским национализмом и Украјинском гркокатоличком црквом, и Доњецка, претежно руског оријентисаног и наклоњеног совјетском времену, док се у централној и јужној Украјини, као као и Кијев, такве поделе су биле мање важне и било је мање антипатије према људима из других региона.
Истраживања регионалних идентитета у Украјини су показала да је осећај припадности „совјетском идентитету“ најјачи у Донбасу (око 40%) и на Криму (око 30%).
Током избора бирачи западних и централноукрајинских области (покрајина) гласају углавном за странке ( Наша Украјина, Баткившчина) и председничке кандидате (Виктор Јушченко, Јулија Тимошенко) са прозападном и државном реформском платформом, док бирачи у јужним и источним областима гласају за странке (ЦПУ, Партија региона) и председничке кандидате (Виктор Јанукович) са проруском и статус кво платформом. Међутим, ове поделе се смањују.

## Привреда
У 2021. години пољопривреда је била највећи сектор привреде земље, а Украјина је била највећи светски извозник пшенице. Међутим, Украјина је и даље међу најсиромашнијим земљама у Европи, а корупција је и даље распрострањено питање; земља је оцењена као 122. од 180 у Индексу перцепције корупције за 2021. годину, што је други најнижи резултат у Европи после Русије. У 2021. украјински БДП по глави становника према паритету куповне моћи био је нешто више од 14.000 долара. Упркос пружању хитне финансијске подршке, ММФ је очекивао да ће се економија знатно опасти у 2022. због инвазије Русије. Једна процена за 2022. била је да би трошкови послератне обнове могли достићи пола трилиона долара.
У 2021. просечна плата у Украјини достигла је највиши ниво од скоро 14.300 ₴ (525 америчких долара) месечно. Око 1% Украјинаца је живело испод националне границе сиромаштва 2019. Незапосленост у Украјини износила је 4,5% у 2019. У 2019. 5–15% украјинског становништва било је категорисано као средња класа. У 2020. државни дуг Украјине износио је отприлике 50% њеног номиналног БДП-а.
Током 2021. минерални производи и лака индустрија били су важни сектори. Украјина производи скоро све врсте транспортних возила и свемирских летелица. Авиони Антонов и камиони КрАЗ извозе се у многе земље. Европска унија је главни трговински партнер земље, а важне су дознаке Украјинаца који раде у иностранству.
Извори интернета у земљи су разнолику. Кључни званичници могу користити Старлинк као резервну копију. Ај-ти индустрија је допринела скоро 5 процената украјинском БДП-у 2021. а 2022. наставила је и унутар и ван земље.

### Пољопривреда
Украјина је међу водећим светским пољопривредним произвођачима и извозницима и често се описује као „житница Европе“. Током 2020/21 (јул–јун), рангирана је као шеста највећаи извозница пшенице, чинећи девет одсто светске трговине пшеницом. Земља је такође велики светски извозник кукуруза, јечма и уљане репице. У 2020/21. години чинило је 12 одсто светске трговине кукурузом и јечмом и 14 одсто светског извоза уљане репице. Њен трговински удео је још већи у сектору сунцокретовог уља, са око 50 одсто светског извоза у 2020/2021.
Према Организацији Уједињених нација за храну и пољопривреду (ФАО), поред изазивања губитака живота и повећања хуманитарних потреба, вероватни поремећаји изазвани руско-украјинским ратом у украјинском сектору житарица и уљарица могли би угрозити сигурност хране многе земље, посебно оне које веома зависе од Украјине и Русије у погледу увоза хране и ђубрива. Неколико од ових земаља спада у групу најнеразвијенијих земаља, док многе друге припадају групи земаља са ниским дохотком и дефицитом хране. На пример, Еритреја је 47 одсто свог увоза пшенице током 2021. прибавила из Украјине. Све у свему, више од 30 нација зависи од Украјине и Руске Федерације за преко 30 процената својих потреба за увозом пшенице, многе од њих у северној Африци те западној и централној Азији.

### Туризам
Пре руско-украјинског рата број туриста који су посетили Украјину био је осми у Европи, према рангирању Светске туристичке организације. Украјина има бројне туристичке атракције: планински ланци погодни за скијање, планинарење и риболов; обала Црног мора као популарна летња дестинација; резервати природе различитих екосистема; и цркве, рушевине двораца и друге архитектонске и парковске знаменитости. Кијев, Лавов, Одеса и Камјањец-Подиљски били су главни туристички центри Украјине, од којих је сваки нудио историјске знаменитости и широку угоститељску инфраструктуру. Туризам је био главни ослонац привреде Крима пре великог пада броја посетилаца након руске анексије 2014.

## Транспорт
Многи путеви и мостови су уништени, а међународно поморско путовање блокирано је руском инвазијом на Украјину 2022. Раније је путовање углавном било организовано углавном преко луке Одеса, одакле су редовно пловили трајекти за Истанбул, Варну и Хаифу. Највећа трајектна компанија која управља овим рутама била је Укрфери. Има их преко 1.600 km (1.000 mi) пловних путева на 7 река, углавном на Дунаву, Дњепру и Припјату. Све реке Украјине се замрзавају зими, ограничавајући пловидбу.
Железничка мрежа Украјине повезује све главне урбане области, лучке објекте и индустријске центре са суседним земљама. Највећа концентрација железничке пруге је у региону Донбаса. Иако је железнички теретни транспорт опао током 1990-их, Украјина је и даље један од највећих корисника железнице у свету.
Ukraine International Airlines, је главни авиопревозник и највећа авиокомпанија, са седиштем у Кијеву и главним чвориштем на кијевском међународном аеродрому Кијев-Бориспољ. Обављао је домаће и међународне путничке летове и карго услуге ка Европи, Блиском истоку, Сједињеним Државама, Канади, и Азији.

## Енергија
Енергија у Украјини се углавном добија од гаса и угља, а затим од нуклеарне енергије и нафте. Индустрија угља је поремећена сукобима.
Већина гаса и нафте се увози, али од 2015. енергетска политика даје приоритет диверсификацији снабдевања енергијом.
Отприлике половина производње електричне енергије је нуклеарна, а четвртина добијено на угаљ. Највећа нуклеарна електрана у Европи, Запорожје, налази се у Украјини. Субвенције за фосилна горива износиле су 2,2 милијарде долара у 2019. До 2010-их сво украјинско нуклеарно гориво долазило је из Русије, али сада већина не.
Иако транзит гаса опада, преко Украјине је 2021. протекло преко 40 милијарди кубних метара (бцм) руског гаса, што је представљало око трећину руског извоза у друге европске земље. Део енергетске инфраструктуре је уништен у руској инвазији Украјине 2022.
Почетком 2022. Украјина и Молдавија су одвојиле своје електричне мреже од Интегрисаног електроенергетског система Русије и Белорусије а Европска мрежа оператора преносног система за електричну енергију их је синхронизовала са континенталном Европом.

## Култура
Украјински обичаји су под великим утицајем православног хришћанства, доминантне религије у земљи. Родне улоге такође имају тенденцију да буду традиционалније, а баке и деде играју већу улогу у васпитању деце него на Западу.
Култура Украјине је такође била под утицајем њених источних и западних суседа, што се огледа у њеној архитектури, музици и уметности.
Комунистичка ера је имала прилично снажан утицај на уметност и писање Украјине. Стаљин је 1932. године направио државну политику социјалистичког реализма у Совјетском Савезу када је прогласио декрет „О реконструкцији књижевних и уметничких организација“. Ово је у великој мери угушило креативност. Током 1980-их уведена је гласност (отвореност) и совјетски уметници и писци поново су постали слободни да се изражавају како су желели.
Завршно са 2022. УНЕСКО је заштитио седам локалитета светске баштине у Украјини. Украјина је позната по традицијама и наслеђу као што је петрикивско сликарство, керамици из Косива и козачким песмама.
Традиција фарбања ускршњих јаја, познатог као писанка, има дуге корене у Украјини. Ова јаја су нацртана воском да би се створио узорак; затим је нанета боја да би јаја добила пријатну боју. Након што је цело јаје обојено, восак је уклоњен остављајући само шарени узорак. Ова традиција је стара хиљадама година и претходи доласку хришћанства у Украјину.
Украјински кандидат је први пут освојио награду Оскар 2024. године, документарни филм 20 дана у Маријупољу.

### Књижевност
Технички, историја украјинске књижевности датира све до 11. века, после христијанизације Кијевске Русије, међутим, ови најранији списи су били богослужбени и писани су на старословенском језику, а не на правом украјинском. Историјски извештаји тог времена називани су хроникама, од којих је најзначајнија Прва хроника.  Књижевна стваралаштво је доживело нагли пад током монголске инвазије на Русију.
Украјинска књижевност је поново почела да се развија у 14. века, а знатно је напредовала током 16. века са проналаском штампарије и са почетком козачке ере, под руском и пољском доминацијом. Козаци су успоставили независно друштво и популарисали нову врсту епске песме, која је означила врхунац украјинске усмене књижевности. Овај напредак је затим заостао у 17. и почетком 18. века, када је издавање на украјинском језику стављено ван закона. Ипак, крајем 18. века коначно се појавио савремени књижевни украјински. Године 1798. почела је модерна ера украјинске књижевне традиције објављивањем Енеиде од стране Ивана Котљаревског на украјинском народном језику.
До 1830-их година почела је да се развија украјинска романтична књижевност и појавила се најпознатија културна личност нације, романтичар песник-сликар Тарас Шевченко. Док се Иван Котљаревски сматра оцем књижевности на украјинском народном језику; Шевченко је отац националног препорода.
Затим, 1863. године, употреба украјинског језика у штампи је ефективно забрањена од стране Руске империје. Ово је озбиљно ограничило књижевну активност на том подручју, а украјински писци су били приморани да или објављују своја дела на руском језику или их пуштају у Галицију под аустријском контролом. Забрана никада није званично укинута, али је застарела након револуције и доласка бољшевика на власт.
Украјинска књижевност је наставила да цвета у раним совјетским годинама када су скоро сви књижевни трендови били одобрени. Ова политика се суочила са наглим падом 1930-их, када је НКВД током Велике чистке убио истакнуте представнике, као и многе друге. Уопштено говорећи, око 223 писца била је потиснута од стране онога што је познато као Погубљена ренесанса. Ове репресије су биле део Стаљинове спроведене политике социјалистичког реализма. Доктрина није нужно потискивала употребу украјинског језика, али је захтевала да писци следе одређени стил у својим делима.
Књижевна слобода је расла крајем 1980-их и почетком 1990-их заједно са опадањем и распадом СССР-а и поновним успостављањем независности Украјине 1991.

### Архитектура
Украјинска архитектура укључује мотиве и стилове који се налазе у структурама изграђеним у модерној Украјини и од стране Украјинаца широм света. То укључује почетне корене који су успостављени у источнословенској држави Кијевске Русије. Од христијанизације Кијевске Русије неколико векова украјинска архитектура је била под утицајем византијске архитектуре. После 12. века, у Галичко-волинској држави настављено је стварање релевантно за историју архитектуре.
Након уједињења са руским царством, архитектура у Украјини је почела да се развија у различитим правцима, са многим објектима у већем источном подручју под руском влашћу изграђеним у стиловима руске архитектуре тог периода, док се западни регион Галиције развијао под пољским и аустроугарским архитектонским утицајима. Украјински национални мотиви су били коришћени током периода Совјетског Савеза иу модерној независној Украјини. Међутим, већим делом савремене архитектонске линије Украјине доминирају Хрушчовке у совјетском стилу, или јефтине стамбене зграде.

### Ткање
Занатска текстилна уметност игра важну улогу у украјинској култури, посебно у украјинским традицијама венчања. Украјински вез, ткање и израда чипке користе се у традиционалној народној ношњи и на традиционалним прославама. Украјински вез варира у зависности од региона порекла, а дизајни имају дугу историју мотива, композиција, избора боја и врста шавова. Употреба боје је веома важна и има корене у украјинском фолклору. Мотиви веза пронађени у различитим деловима Украјине чувају се у Музеју Рушник у Перејаславу.
Народна ношња је ткана и богато украшена. Ткање на ручно рађеним разбојима и даље се практикује у селу Крупове, које се налази у Ривенској области. Село је родно место две познате личности на сцени израде народних заната.

### Музика
Украјинска музика почиње своју модернију историју од Кијевске Русије у 9. веку. Њен снажан утицај види се у међународним надимцима за Украјину :Земља славуја и Словенска Италија. У традиционалној украјинској музици може се приметити снажан хришћански утицај с обзиром да је средњовековна Украјина била хришћанско средиште Источних Словена преко четири века. Украјински утицај примећује се и у познатој класичној руској музици, посебно када је реч о музичарима који имају украјинско порекло попут Петра Иљича Чајковског, Игора Стравинског и других. Данас украјинска музика у својој разноврсности звукова у Украјини и иностранству, наставља да се развија у народним и професионалним традицијама.

### Медији
Украјински правни оквир о слободи медија сматра се „међу најпрогресивнијим у источној Европи“, иако је примена била неуједначена. Устав и закони предвиђају слободу говора и штампе. Главни регулаторни орган за електронске медије је Национални савет за телевизију и радио-дифузију Украјине (НТРБЦУ), задужен за лиценцирање медијских кућа и осигурање њихове усклађености са законом.
Кијев доминира медијским сектором у Украјини: националне новине, таблоиди и телевизија и радио углавном се тамо налазе, иако је Лавов такође значајан национални медијски центар. Национална новинска агенција Украјине Укринформ је овде основана 1918. године. Украјински Би-Би-Си је почео са емитовањем 1992. године. Ажурирано: 2022. 75% становништва користи интернет, а друштвене медије нашироко користе влада и грађани.

## Спорт
Крајем XIX века спортови као што су фудбал, мачевање, рвање, гимнастика и рагби су се раширили Украјином. Током совјетског периода изграђена је спортска инфраструктура која је омогућила да украјински спортисти буду перјаница репрезентације Совјетског Савеза.
Најпопуларнији спорт у Украјини је фудбал. Током постојања Совјетског Савеза, фудбалери из Украјине су чинили окосницу репрезентације, која је била стандардни учесник светских првенстава после Другог светског рата и освајач златних медаља на Олимпијским играма 1952. и 1988. године. Након распада Совјетског Савеза, једини запаженији резултат фудбалске репрезентације Украјине је четвртфинале на Светском првенству 2006. године. Заједно са Пољском организовала је Европско првенство 2012. године. Најуспешнији клуб у Украјини је кијевски Динамо освајач Купа победника купова 1986. године. Олег Блохин и Андриј Шевченко су неки од најбољих фудбалера из ове земље.
У атлетици, пливању и гимнастици украјински спортисти су остварили изузетне резултате. Валериј Борзов је освајач златних медаља у тркама на 100 и 200 m на Олимпијским играма у Минхену 1972, док је Сергеј Бупка олимпијски и шестоструки светски првак у скоку мотком. Јана Клочкова је четворострука олимпијска победница у пливању у дисциплинама 200 и 400 m мешовито.
Лариса Латињина је најуспешнија гимнастичарка свих времена са девет златних, пет сребрних и четири бронзане медаље на олимпијским играма.
Као и другим земљама на простору бившег Совјетског Савеза и у Украјини је веома популаран шах а Руслан Пономарјов је бивши светски првак. Последњих петнаестак година вероватно најпознатији украјински спортисти на свету су браћа Владимир и Виталиј Кличко, дугогодишњи прваци света у тешкој категорији.
На олимпијским играма Украјина је као независна држава дебитовала 1996. године у Атланти, пре тога се такмичила као део Аустро-Угарске, Совјетског Савеза и Заједнице Независних Држава. На летњим олимпијским играма освојила је 115 медаља, од чега тридесет три златне, док је на зимским олимпијским играма освојила седам медаља, од чега две златне.